# Правник (Нови Сад)
Правник: лист студената Правног факултета у Новом Саду је студентски часопис који излази од 1975. године у Новом Саду.

## О часопису
Правник је студентски часопис који излази од 1975. године. Бави се студентским интересовањима, уверењима и проблемима и сведок је времена у коме они студирају. 

### Историјат
Часопис Правник излази од 1975. године у лисном облику, а од априла 2017. у електронском.

### Периодичност излажења
Часопис Правник излази у лисном облику нередовно (1, 2, 4 или 6 бројева годишње, а у електронском облику 10 бројева годишње.

## Електронски облик часописа
Од априла 2017. године Правник излази у електронском облику. Часопис је у отвореном приступу, његов садржај је слободно доступан свим корисницима, без накнаде. Корисницима је дозвољено да читају, претражују, преузимају, копирају и штампају пун текст чланака без претходног тражења посебне дозволе.